# 2-Aminothiazole
Le 2-aminothiazole ou aminothiazole est une amine hétérocyclique comportant un noyau thiazole. Ce composé possède une odeur similaire à la pyridine et est soluble dans l'eau, les alcools et l'éther diéthylique.

## Utilisation
Il est couramment utilisé comme point de départ pour la synthèse de nombreux composés, notamment des médicaments soufrés, des biocides, des fongicides, des colorants et des catalyseurs. Le 2-aminothiazole peut également être utilisé comme inhibiteur de la thyroïde dans le traitement de l'hyperthyroïdie ainsi que pour son activité antibactérienne. Il est aussi possible d'en tirer un sel dérivé sous forme de tartrate. 
Des études récentes utilisant des tissus cellulaires de neuroblastome infectés par des prions ont suggéré que l'aminothiazole pourrait être prescrit comme médicament thérapeutique pour le traitement de ces derniers.